# ایسیانبتوو
ایسیانبتوو (به لاتین: Isyanbetovo) یک منطقهٔ مسکونی در روسیه است که در باشقیرستان واقع شده‌است.